# Rodolfo Calanca
Rodolfo Calanca (Cavezzo, 24 febbraio 1953 – Bagnolo in Piano, 2 gennaio 2021) è stato un astronomo amatoriale italiano, di professione giornalista.

## Biografia
Divulgatore scientifico, fu vicedirettore della rivista Coelum Astronomia.
Il Minor Planet Center gli ha accredito la scoperta dell'asteroide 20103 de Vico effettuata il 6 maggio 1995 presso l'osservatorio astronomico Geminiano Montanari di Cavezzo, in provincia di Modena.

## Opere
- Il transito di Venere sul disco del Sole, Mestre-Venezia, edizioni scientifiche COELUM, 2004,  p. 225, SBN UBO2467517.